# Norberto Oberburger
Norberto Oberburger (ur. 1 grudnia 1960 w Merano) – włoski sztangista, złoty medalista olimpijski i mistrz świata z Los Angeles.
Brał udział w czterech igrzyskach (IO 80, IO 84, IO 88, IO 92). Zwyciężył w 1984 w wadze ciężkiej II, jednak dokonał tego pod nieobecność sportowców z części krajów Bloku Wschodniego, m.in. radzieckich sztangistów. Oprócz złota igrzysk na mistrzostwach świata w 1985 r. sięgnął po brązowy medal mistrzostw świata. Był srebrnym medalistą mistrzostw Europy w 1984 i brązowym w 1986.